# Ролевая игра

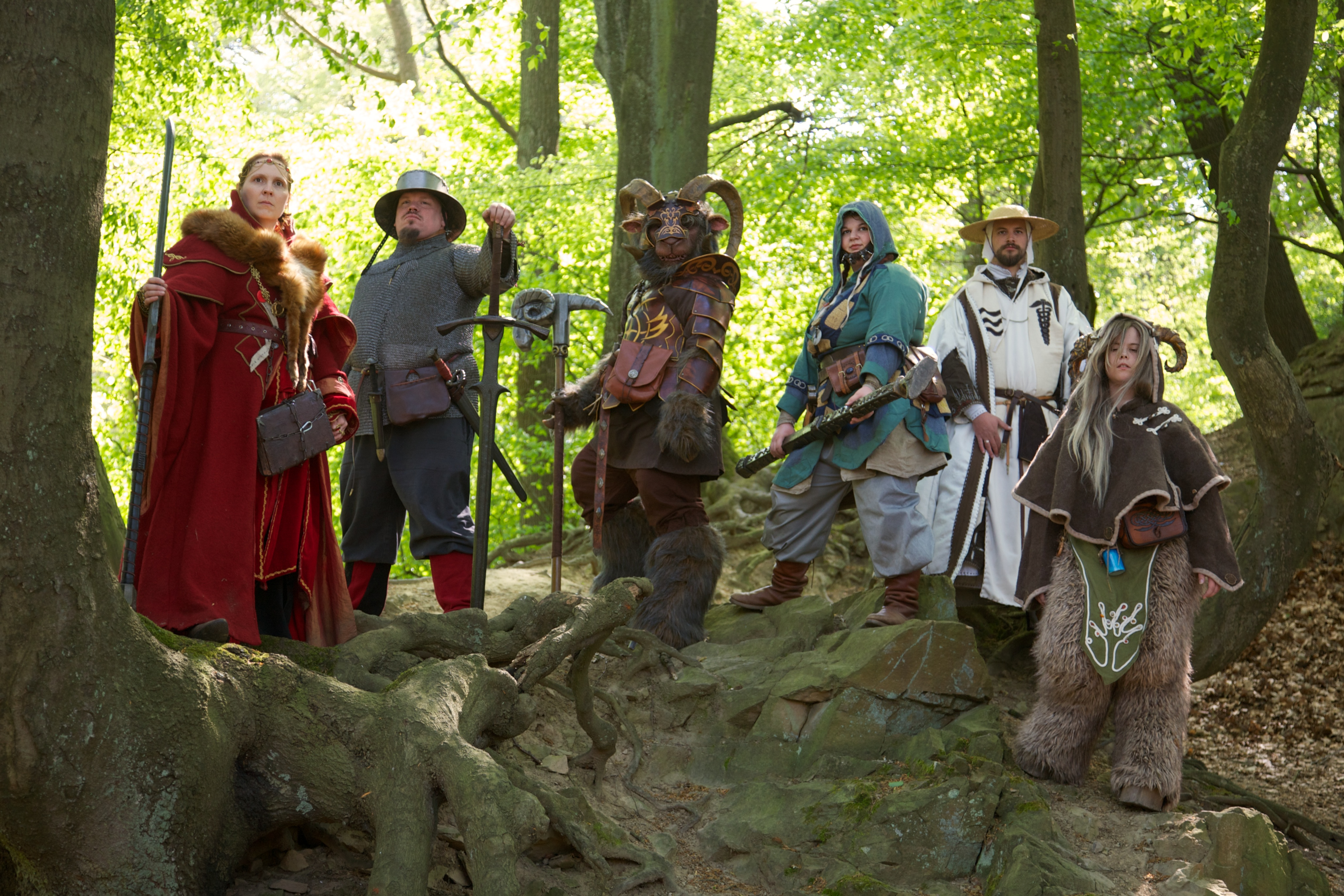
Участники ролевой игры

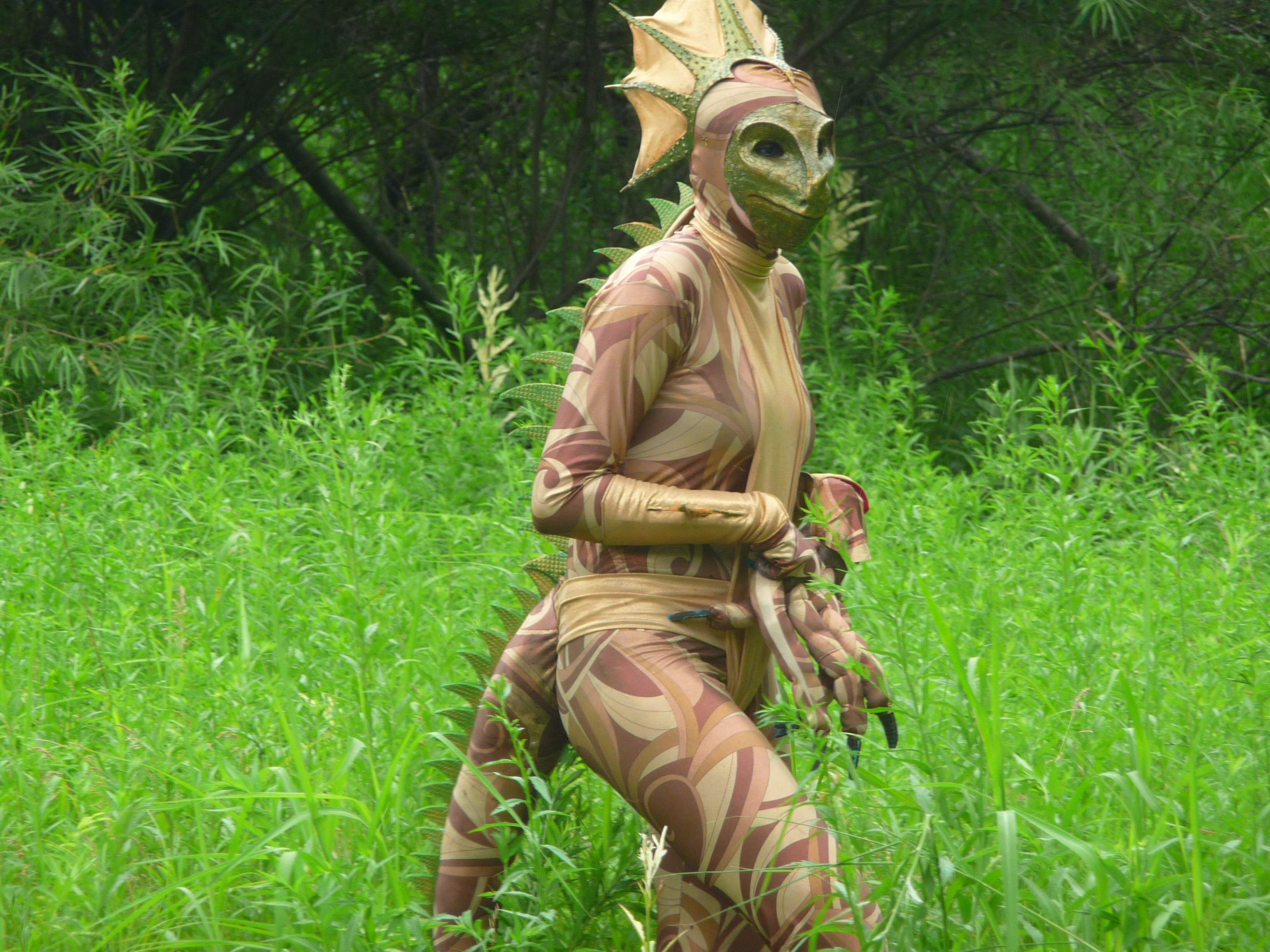
Участница ролевой игры живого действия

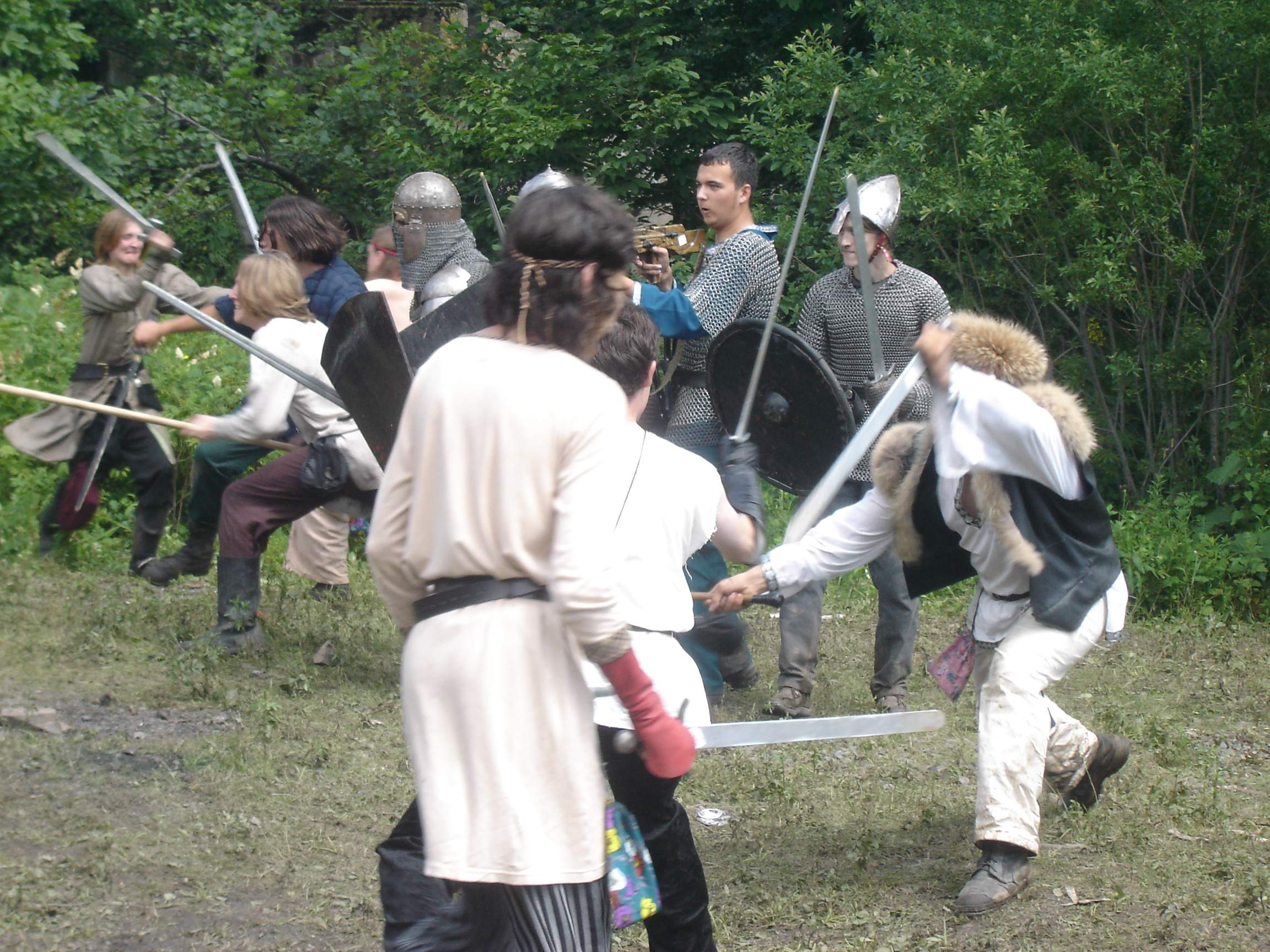
Отыгрыш боя в игре живого действия

Ролевая игра (РПГ, англ. Role playing game) — моделирование событий, происходящих в определённом мире в определённое время. Её участники («ролевики», игроки РПГ, также это слово означает фанатов в РПГ) «отыгрывают» собственных персонажей, руководствуясь при этом характером своей роли и внутренними убеждениями персонажа в рамках игровых реалий. Индивидуальные и коллективные действия игроков составляют сюжет игры. Как правило, существуют правила проведения ролевой игры, где описаны рамки действий игроков, их поведения, моделирования игровых ситуаций. Действия игроков представляют собой вольную импровизацию в рамках выбранных правил, а также определяют суть игры и её результат.
Разрабатывает сюжет ролевой игры и следит за её ходом мастер или группа мастеров. Игровой мир может быть историческим, авторским либо основываться на уже существующем вымышленном мире из литературного произведения, фильма или игры. Ролевые игры неразрывно связаны с ролевым сообществом, а также с исторической реконструкцией (реконструкторы являются наиболее родственной ролевикам субкультурой, многие люди входят в оба движения одновременно), историческим фехтованием, стрельбой из лука и арбалета, культурой бардов и менестрелей, историческим танцем, бальной культурой, косплеем, страйкболом. Регулярно проходят различные фестивали и конвенты, посвящённые околоролевой тематике. На них, как правило, проходят семинары по различным вопросам, мастер-классы по созданию чего-то или владению чем-то, анонсы предстоящих проектов, выступают барды и менестрели, проходят конкурсы костюма и т. п. В ролевом сообществе распространяются некоммерческие издания, посвящённые играм и вопросам исторической реконструкции, авторские сборники, в том числе музыкальные.
Основное отличие исторической реконструкции от ролевой игры заключается в том, что мероприятие исторической реконструкции требует полной исторической достоверности (часто вплоть до ручных швов на одежде), а на ролевой игре эта достоверность условна. То есть, говоря усреднённо, историческая реконструкция отображает внешнюю сторону (Истории), а ролевая игра — внутреннюю.

## История и развитие

### Хронология
- 1937 год — в Великобритании выходит повесть «Хоббит» под авторством Дж. Р. Р. Толкина, получившая большую популярность среди разной аудитории и положившая начало серии книг «Властелин колец».
- 1967 год — Джефф Перрен (англ. Jeff Perren) и Гэри Гайгэкс (англ. Gary Gygax) публикуют настольный варгейм Chainmail.
- 1974 год — на основе Chainmail создаётся первая коммерческая настольная ролевая игра Dungeons & Dragons (D&D, DnD).
- 1977 год — проводится игра живого действия Dagorhir.
- 1987 год — примерно с этого года появляются игры цикла про короля Артура.
- 1990 год — под Красноярском проводится Первая всесоюзная игра Хоббитские игрища, основанная на переводах Толкина авторства В. А. М. Организатор Михаил Гончарук и КЛФ «Вечные Паруса». Участвует примерно 130 человек со всего СССР. Самый первый анонс игры прошёл на конвенте любителей фантастики «Аэлита» 1989 года, информация по СССР распространялась среди представителей неформальных субкультур самой разной направленности по почте и телефону.
В этот же год кооперативом «Осень» издаётся «Заколдованная страна» — аналог D&D на русском языке. Игра расходится тиражом 40000 экземпляров.
- 1991 год — в Казани состоялся конвент фантастики и ролевых игр «Зиланткон», в настоящее время являющийся крупнейшим и старейшим конвентом РИ-сообщества.

### Развитие ролевых игр в СССР и СНГ
Первые упоминания о ролевых играх можно встретить в методических рекомендациях для педагогов, занимающихся с детьми на заре становления пионерской организации, то есть в 1920-х годах Хотя эти игры отличаются от современного представления, но в своей основе они также опираются на роль, не свойственную игроку в повседневной жизни.
На Западе развитие ролевых игр началось с настольных игр. Об этом свидетельствуют история и названия: role-playing games — означает именно настольные ролевые игры и появилось раньше, чем live-action roleplaying games — ролевые игры живого действия.
В СССР эти две ветви ролевых игр зародились и развивались параллельно. Настольные ролевые игры развивались энтузиастами на основе книг-игр и «Заколдованной страны». Ролевые игры живого действия зарождались в Клубах Любителей Фантастики (КЛФ) и Клубах самодеятельной песни (КСП), а в 1980-х приводят к возникновению самостоятельного ролевого движения.

##### Академическое изучение ролевой игры
В эту эпоху понятие «ролевая игра» не находится в фокусе внимания широкой публики, однако присутствует в педагогике, психологии. Следует отметить события:
- 1978 год, 18—20 мая, Липецк — Координационное совещание «Система упражнений для обучения говорению на иностранном языке в средней школе»[4][5]
- 1981 год, Липецк — IV Всероссийское семинар-совещание по проблеме «Деятельность, игра и общение как основа сплочения детского коллектива и формирования личности школьника».[6]

##### История ролевого движения
- 1986—1989 — формируется база ролевого движения. КЛФ и КСП проводят первые игры, ещё малочисленные. Первой крупной игрой, которая собрала 150 человек, стала ХИшка 1990 года (разговорное название «Хоббитских игрищ»).
- 1990—1993 — проводятся первые Хоббитские игрища. Начинает формироваться ролевое движение. На данном этапе оно в основном состоит из студентов и школьников. Костюмов как таковых чаще всего нет. Используются плащи-занавески и мечи из лыжных палок и клюшек — предметы, ставшие составляющими карикатурного образа ролевика девяностых.
- 1993—1996 — формируются клубы и команды. Появляются командные игры, в которых роли выдаются только капитанам команд. Делается упор на создание оружия и брони. Возникает массовая культура ролевого фехтования. Возникает и осознаётся расхождение ранее «единых» ролевиков по совершенно различным направлениям. В дальнейшем это расхождение дорастёт до принципиального антагонизма между отдельными группами. Формируется и осознаётся как единая сочинительская и исполнительская культура ролевых менестрелей. В этот период игры усложняются, и в них появляется морально-религиозная составляющая, в дополнение к классической войне и героике.
- 1996—2002 — возникает востребованность антуража, не только у бойцов. Всё большее внимание уделяется гражданскому костюму. На почве возрастающей массовости игр и сложностей организации появляются полигонные команды и «менеджерские» группы мастеров.
- 2002—2006 — совершенствуется организационная работа мастеров. Ролевые клубы в отдельных городах успешно социализируются. Появляется хорошая материальная база для игр (например, дорогие костюмы, генераторы электричества, программное и компьютерное обеспечение игр и прочие блага жизни). Игры становятся более сложными в сюжетной части и социальном моделировании, в частности начинают проводиться более сложные, техногенные проекты.
- 2006—2012 — в связи с развитием интернета ролевая культура проникает и туда. Активно создаются интернет-площадки, форумы, сайты для общения игроков, подготовки будущих проектов, обмена мнениями и опытом.
- С 2012 года — усложняется логистика и методы организации игр. Появляются оргобусы — автобусы для игроков от мастерских групп. В проведении игр активно внедряются новые технологии, игры сами по себе становятся более красивыми и антуражными, за счёт появления большого количества кузниц, мастерских, студий и вообще доступности большого количества материалов.

#### Статистика
Фонд «Общественное мнение» в феврале 2008 года провёл исследование, посвящённое досугу российской молодёжи и предпочитаемых мест его проведения. По данным исследования, любителей ролевых и активных городских игр (Encounter, «Ночной дозор») по 3 %.

## Классификация ролевых игр, ролей и действий в игре

### По способу взаимодействия игроков и условностям моделирования (основная классификация)
- Словесные: в настольных ролевых играх и в словесках всё действие происходит в воображении участников, а следит за развитием событий так называемый мастер (гейм-мастер, ГМ, данжен-мастер, ДМ) в соответствии с заранее заданными правилами, или без них. Отличие настольных игр от словесок заключается в наличии или отсутствии игровой системы. К играм словесного типа также относятся ролевые игры по электронной почте, а также форумные ролевые игры.
- Живые: в ролевых играх живого действия игроки физически участвуют в событиях игры. При этом также есть правила и мастера. В данном случае мастера отвечают не за весь мир, а только за немоделированную его часть. Иногда мастера так или иначе контролируют игровой мир целиком посредством введения мастерских персонажей либо при помощи мастерского произвола. Правила также описывают только те действия, которые заменены моделью.
- Компьютерные: в компьютерных ролевых играх вся окружающая игроков обстановка управляется компьютерной программой. Нередко такие игры рассчитаны на одного игрока и имеют предписанный сюжет (развитие которого, в определённой степени, зависит от решений игрока). Также существуют многопользовательские ролевые онлайн-игры, в которых множество игроков взаимодействует друг с другом через сеть Интернет.

### По поставленным целям
- Боёвка — игра, где подразумевается прежде всего игровое оружейное взаимодействие, с практически обязательной соревновательной компонентой поведения и игроков, и персонажей.
- Театралка (театральный отыгрыш) подразумевает больший упор на определённость и заданность сюжета, соответствие ролям (например, если игра историческая, то отсутствие сослагательных вероятностей: Если Родриго Борджиа стал Папой Римским в реальности, то и в игровой деятельности тоже, а не как пойдёт). С достижением соответствующей атмосферы.
- Экстремалка (игра на выживание) означает, что в процессе игры игрок заведомо оказывается в экстремальных для него ситуациях, возможно, психологических, возможно — физических.
- Мистерия (мистериальная игра) предполагает глубокое психологическое погружение игрока в сущность своего персонажа, а при коллективной игре ещё и максимально адекватное для всех участников действия
- Моделирование (реконструкция) — особое внимание уделяется точности моделирования. Наиболее распространено в стратегических ролевых играх и компьютерных.
  - Деловые ролевые игры применяются в профессиональном образовании методом моделирования каких-либо жизненных ситуаций, например, работы в трудовом коллективе. В этом случае участники принимают роли различных должностей и профессий.

### По типу отыгрываемых персонажей
- Большинство игр подразумевают под ролью одно существо, одну личность, одно «я», отыгрываемое одним игроком. Возможны более сложные структурно построения. Далее приведены некоторые из них.
- Стратегические ролевые игры или Военно-политические игры — отыгрыш одним человеком страны. То есть — роль = (территория + народ + государственный аппарат +…).
- Командно-штабные игры (не вполне относятся к ролевым, практически без изменений позаимствованы у военных). В принципе игрок считается командиром, штабом и связистом сразу. По многим параметрам очень близки к классическим настольным играм.
- Корабли — отыгрывается роль именно корабля с командой и капитаном, как единого целого.
- Свойства целого. Пример — «Экспедиция» — игроками отыгрывается высадка на неизвестную планету с не известными им свойствами, причём другая часть игроков отыгрывает именно различные свойства планеты. Мастер игры при этом лишь координирует действия игроков.